# 絶対値

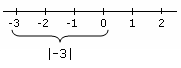
数の絶対値は零からの距離と考えられる

数学における実数 x の絶対値（ぜったいち、英: absolute value）または母数（ぼすう、英: modulus）|x| は、その符号を無視して得られる非負の値を言う。つまり正数 x に対して |x| = x および負数 x に対して |x| = −x（このとき −x は正）であり、また |0| = 0 である。例えば 3 の絶対値は 3 であり −3 の絶対値も 3 である。数の絶対値はその数の零からの距離と見なすことができる。
実数の絶対値を一般化する概念は、数学において広範で多様な設定のもとで生じてくる。例えば、絶対値は複素数、四元数、順序環、体などに対しても定義することができる。様々な数学的あるいは物理学的な文脈における大きさ (magnitude) や距離およびノルムなどの概念は、絶対値と緊密な関係にある。

## 用語と記法
1806年にジャン゠ロベール・アルガンが導入した用語 module は、フランス語で「測る単位」を意味する言葉で、特に複素数の絶対値を表すためのものであった。それは対応するラテン語の modulus として1866年に英語にも借用翻訳されている。absolute value が本項に言う意味で用いられたのは、少なくとも1806年にフランス語でおよび1857年に英語で見られる。両側を縦棒で括る記法 |x| はカール・ヴァイアシュトラスが1841年に導入した:25。絶対値を表すほかの名称には numerical value（数値）や magnitude（大きさ）などが挙げられる。プログラム言語や計算機ソフトでは x の絶対値を abs(x) のような函数記法で表すことが一般に行われる。
縦棒で括る記法は他の数学的文脈でもいくつも用いられる（例えば、集合を縦棒で括ればその集合の濃度を表し、行列に用いれば行列式を表す）。したがって、縦棒が絶対値を表すためのものか判断するには、その引数が絶対値の概念が定義される代数的対象（例えば、実数や複素数や四元数などのノルム多元体）かどうかに注意が払われなければならない。絶対値とよく似て非なる概念に縦棒記法が使われる例として、Rn のベクトルに対するユークリッドノルム:1および上限ノルム:4などが挙げられるが、これらについては二重縦棒と下付き添字を用いた記法（それぞれ ‖ • ‖2 および ‖ • ‖∞）を用いるのがより一般的で紛れも少ない。

## 定義
実数 x の絶対値は「実数から符号を取り除いたもの」: {\displaystyle |x|:=\max\{x,-x\}={\begin{cases}x&(x\geq 0)\\-x&(x<0)\end{cases}}} として、あるいは「0 からの距離」: {\displaystyle |x|:={\sqrt {x^{2}}}}
として:A5与えられる。実数に対してこれら二つの条件は互いに同値である。

## 性質
基本的な性質として、任意の実数 a, b について
- 非負性: |a| ≥ 0.
- 非退化性: a = 0 のとき、且つそのときに限って、|a| = 0.
- 偶性: |−a| = |a|.
- 劣加法性: |a + b| ≤ |a| + |b|.

などが成立する。
これは距離函数が満たす性質と対応する（後述）。
また、
- 冪等性: | |a| | = |a|.
- 乗法性: |ab| = |a|⋅|b|.

などの性質が成り立つ。
実数の絶対値に関して、
{\displaystyle |a|\leq b\iff -b\leq a\leq b}
{\displaystyle |a|\geq b\iff a\leq -b\lor b\leq a}
は、絶対値を含む不等式を扱うのに有用である。
例えば、|x - 3| ≤ 9 ⇔ −9 ≤ x − 3 ≤ 9 ⇔ −6 ≤ x ≤ 12 などとできる。

## 絶対値函数

絶対値函数のグラフ

三次函数と絶対値函数の異なる順番での合成

実数の絶対値が定める非負実数値函数 R ∋ x ↦ |x| ∈ R+ は至る所連続で、x = 0 を除き至る所微分可能である。また、区間 (−∞,0] 上で単調減少であり、区間 [0,+∞) で単調増加である。各実数とその反数の絶対値は同じ値であるから、絶対値函数は偶函数であり、それゆえ逆函数を持たない。この実絶対値函数は区分線型凸函数である。また、冪等である。
- 符号函数 sign(x) を用いれば、|x| = x sign(x) と書ける。また x = |x| sign(x) であり、x ≠ 0 のとき sign(x) = x/|x| = |x|/x が成り立つ。

x ≠ 0 における導函数
{\displaystyle d|x|/dx={\begin{cases}1&(x>0)\\-1&(x<0)\end{cases}}}
は sign(x)（あるいは本質的にヘヴィサイドの階段関数）であり、定義可能な範囲 R ∖ {0} における連続函数であるが、x = 0 における値をどのように定めるとしても R 全体で連続な函数へ延長することは出来ない。
- x = 0 における |x| の劣微分係数は、区間 [−1,1] である[12]:31–32。
- |x| の x に関する二階導函数は x = 0 を除く至る所存在して零に等しい（x = 0 では存在しない）。しかし超函数微分の意味での二階導函数はディラックデルタの二倍に等しい。

また絶対値函数は任意区間で可積分であり、その原始函数が
{\displaystyle \int |x|\,dx={\frac {1}{2}}x|x|+C={\frac {1}{2}}x^{2}\operatorname {sgn} x+C}
で与えられることも右辺を微分することにより直ちに確かめられる。

## 絶対値が誘導する距離
絶対値の基本性質、非負性・非退化性・偶性・劣加法性は、二数の絶対差を考えることにより、ノルム（絶対値ノルム）として距離函数が満たす性質と対応しており、x, y, z を任意の実数として
- 非負性: |x − y| ≥ 0,
- 不可識別者同一性: |x − y| = 0 ⇔ x = y,
- 対称性: |x − y| = |y − x|,
- 三角不等式: |x − y| ≤ |x − z| + |z − y|

と書いても同値である。即ち d(x,y) = |x − y| と置けば d は絶対距離と呼ばれる距離函数になる。

## その他の絶対値

### 順序環における絶対値
任意の順序環 R に対して、0 を R の加法単位元、"−a" は a の加法逆元とすれば、実数の場合とまったく同じく
{\displaystyle |a|:={\begin{cases}a&(a\geq 0)\\-a&(a<0)\end{cases}}}
として絶対値が定義される。

### 複素数の絶対値

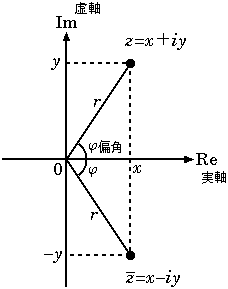
原点からの距離 r が絶対値を表す

複素数 z = a + ib に対して、その絶対値は
{\displaystyle |z|={\sqrt {a^{2}+b^{2}}}}
で与えられる非負実数値である。b = 0 とすることにより、z が実数値を取るときには実数の絶対値に一致することが確かめられる。
z をガウス平面上の点として解釈すれば、|z| とは原点から z までの距離である。複素数を扱う際に、その数を絶対値と偏角とによって表す極形式の考え方は有益である。
複素数 z とその複素共軛 z に対して {\textstyle |z|=|{\bar {z}}|}
が成り立つ。また、{\textstyle |z|^{2}=z{\bar {z}}} は z が引き起こすガウス平面上の一次変換の母数（モジュラス）である。これを {\textstyle |z|={\sqrt {z{\bar {z}}}}} と書けば、これは実数の絶対値を {\textstyle |x|={\sqrt {x^{2}}}} と定める定義の対応版と見ることができる（実際、実数 x を虚部が 0 の複素数 z ≔ x + 0⋅i と見れば、z = x = z したがって zz = xx = x2 である）。同様のことはより一般のノルム多元体（あるいはさらに一般の合成代数）において考えることができる。

### ベクトルのノルム
絶対値の概念を拡張したものとしてノルムがある。（実または複素数体）K 上のベクトル空間 V に属するベクトル v のノルムあるいは大きさ (magnitude) または長さ (length) ‖ v ‖ は、以下の性質
- 非負性: ‖ v ‖ ≥ 0
- 非退化性: v = 0 ⇔ ‖ v ‖ = 0
- 正斉次性: ‖ av ‖ = |a|⋅‖ v ‖ (a ∈ K)
- 劣加法性: ‖ v + w ‖ ≤ ‖ v ‖ + ‖ w ‖

を満たす。従って、ノルムは距離 d(x, y) = ‖ x − y ‖ を誘導する。上記の実数に対する絶対値、複素数に対する絶対値はどちらもノルムの条件を満たす。絶対値の誘導する距離はノルムの誘導する距離である。

### リース空間における絶対値
リース空間と呼ばれる順序線型空間のベクトル v に対しては、|v| = v ∨ (−v) で絶対値が定義される。例えば集合 X 上の実数値（あるいはより一般に全順序群に値をとる）函数全体の成す集合は、f, g に対して (f ∨ g)(x) ≔ max{f(x), g(x)}, (f ∧ g)(x) ≔ min{f(x), g(x)} と置くことによりリース空間となり、各 f に対して
|f|(x) ≔ max{±f(x)}
が f の絶対値を与える。f± ≔ ±f ∨ 0 と置けば、絶対値は |f| = f+ + f− と書ける。

### 体の賦値
有理数体上の p-進絶対値など、体の賦値も絶対値の一般化である。賦値には加法賦値と乗法賦値があり、乗法賦値（特に指数賦値）のことをしばしば絶対値あるいはモジュラスと呼称する。賦値体はその賦値の定める距離位相に関して位相体を成す。
複素数体 ℂ の部分体がアルキメデス的な乗法賦値を持つならば、それは本項で述べたような通常の絶対値に（同値の差を除いて）一致する。代数体上のアルキメデス的な乗法付値 {\displaystyle |x|_{v}} は、ℂ への埋め込み σ をうまくとれば、 {\displaystyle |\sigma (x)|} （ここで {\displaystyle |\cdot |} は通常の絶対値）と同値となる。一方、代数体上の非アルキメデス的な乗法付値は、有理数体上のp進付値に（同値の差を除いて）一致する。代数体上の乗法付値の同値類のうち、有理数体上で通常の絶対値あるいは正規p進付値と一致するものを標準的な絶対値 (standard absolute value)という。
v が代数体 K 上の標準的な絶対値であるとき、この絶対値による K の完備化を {\displaystyle K_{v}} とあらわす。また、この絶対値を有理数体上に制限したものによる、有理数体の完備化を {\displaystyle \mathbb {Q} _{v}} とあらわす。このとき {\displaystyle K_{v}} は {\displaystyle \mathbb {Q} _{v}} の拡大体となっており、その拡大次数 {\displaystyle n_{v}=[K_{v}:\mathbb {Q} _{v}]} を v の局所次数 (local degree) と呼ぶ。このとき、
{\displaystyle \lVert x\rVert _{v}=|x|_{v}^{n_{v}}}
を正規化された絶対値 (normalized absolute value) という。 v がアルキメデス的な絶対値であれば、 K の埋め込み σ をうまくとり、
{\displaystyle \lVert x\rVert _{v}=|\sigma (x)|^{n_{v}}}
とあらわせる。また、このとき σ が実埋め込みならば {\displaystyle n_{v}=1} で、複素埋め込みならば {\displaystyle n_{v}=2} が成り立つ。v が非アルキメデス的な絶対値で、 v の有理数体への制限が p-進付値に一致しているとき、 p の上にある K 上の素イデアル π をうまくとれば、{\displaystyle \lVert \cdot \rVert _{v}} は正規 π-進付値に一致する。すなわち
{\displaystyle \lVert x\rVert _{v}=|x|_{\pi }}
が成り立つ（この正規化された絶対値 {\displaystyle \lVert \cdot \rVert _{v}} を {\displaystyle |\cdot |_{v}} と書いている文献も存在する。）。
v がすべての標準的な絶対値を走るとき、 積公式
{\displaystyle \prod _{v}\lVert x\rVert _{v}=\prod _{v}|x|_{v}^{n_{v}}=1}
が成り立つ。
非アルキメデス的な乗法付値は一階の加法的な賦値と対応がとれ、これらはしばしば同一のものとして扱われる。加法的賦値体あるいは順序体においてその賦値環は、その体における正の数全体の集合を本質的に特徴付けるものである。有限体 Fq (q = pf) において標準的な賦値（モジュラス）は p-進絶対値の冪
{\displaystyle |x|_{q}:=q^{-v_{p}(x)}=|x|_{p}^{f}}
である。これを適当なハール測度による立方体の体積と理解することもある。